# Le Traité d'Auteuil
 (février 2021).
Si vous disposez d'ouvrages ou d'articles de référence ou si vous connaissez des sites web de qualité traitant du thème abordé ici, merci de compléter l'article en donnant les références utiles à sa vérifiabilité et en les liant à la section « Notes et références ».
Le Traité d'Auteuil est une pièce de théâtre en 3 actes écrite par Louis Verneuil et créée le 12 novembre 1918 au théâtre Antoine.

## Captation
La pièce a été enregistrée le samedi 4 avril 1981 au théâtre Marigny dans une réalisation de Pierre Sabbagh, et diffusée le vendredi 28 août 1981 sur la Première Chaîne, dans le cadre de Au théâtre ce soir.

## Argument
Les parents de Jeanne et d'André voudraient les marier, mais l'une et l'autre s'y refusent d'abord absolument, car ils aiment ailleurs : André aime Gabrielle et Jeanne aime Edmond, mais elle a un problème : elle est mineure et son grand-père s'oppose irrévocablement à ce mariage.
Pour sa part, André se trouve devant un dilemme, il doit se marier pour entrer en possession de l'héritage de sa tante, mais il ne peut épouser Gabrielle car elle est entretenue et ne veut pas se marier.
Une solution s'impose alors qui résoudrait leurs problèmes : le mariage blanc. C'est le traité d'Auteuil. Mais comme André le constatera plus tard : les traités c'est fait pour être dénoncés.

## Fiche technique
- Auteur : Louis Verneuil
- Mise en scène : Robert Manuel
- Réalisation : Pierre Sabbagh
- Décors : Roger Harth
- Costumes : Donald Cardwell

## Distribution
- Robert Manuel : D'Aubigny
- Pierre Arditi : André
- Marie Léonetti : Jeanne
- Alain Feydeau : Edmond Janville
- Annick Roux : Gabrielle
- Liliane Gaudet : Mme Marsay
- Maurice Audran : M. Marsay
- Philippe Dumat : le Rémois
- Edward Sanderson : le maître d'hôtel
- Alain Faivre : Victor

## Vidéographie
L'intégrale de la pièce est en ligne sur Youtube : https://www.youtube.com/watch?v=U-jv0hqh1JE